# شرطة حماية السكك الحديدية
Bahnschutzpolizei (BSP) (شرطة حماية السكك الحديدية) في ألمانيا النازية من ضباط شرطة بدوام كامل وبدوام جزئي كانوا موظفين في دويتشه رايخسبان (السكك الحديدية الحكومية). تم تكليف Bahnschutzpolizei بسلامة السكك الحديدية وكذلك لمنع التجسس وتخريب ممتلكات السكك الحديدية. لم يكونوا خاضعين لـشرطة النظام، فقط لدويتشه رايخسبان.

## أصول
تأسست شرطة حماية السكك الحديدية في عام 1939 بعد دمج Bahnpolizei (شرطة السكك الحديدية) وReichsbahnschutz (قوة حماية السكك الحديدية). شكلت شرطة السكك الحديدية السابقة الكادر الدائم، في حين أن الجزء الأكبر من التنظيم يتألف من رجال سابقين في حماية السكك الحديدية، وموظفو السكك الحديدية الذين عملوا جنباً إلى جنب مع وظائفهم أثناء النهار كقوة أمنية.

## التنظيم
كانت شرطة حماية السكك الحديدية تنظيم شرطة خاص (Sonderpolizei) تابعة بالكامل لدويتشه رايخسبان. لم يكن تعتمد على شرطة النظام. خلال الحرب العالمية الثانية تم تعبئة معظم أفراد شرطة حماية السكك الحديدية واستخدموا كقوة أمنية دائمة للسكك الحديدية في أوروبا الشرقية المحتلة. كبديل داخل ألمانيا، تم تأسيس SS-Bahnschutz ، وهي قوة أمنية للسكك الحديدية تابعة لقوات الأمن الخاصة في عام 1944.

## الرتب
| #   | باهنشوتزبوليزى 1941-1945 | باهنشوتزبوليزى 1941-1945                          | باهنشوتزبوليزى 1939-1941 | باهنشوتزبوليزى 1939-1941                                                                              | Reichsbahnschutz قبل عام 1939 | Reichsbahnschutz قبل عام 1939                                                                  | Bahnpolizei (Streifdienst) قبل عام 1939 | Bahnpolizei (Streifdienst) قبل عام 1939          | الرتبة النسبية  |
| --- | ------------------------ | ------------------------------------------------- | ------------------------ | --- | ----------------------------- | ---------------------------------------------------------------------------------------------- | --------------------------------------- | ------------------------------------------------ | --------------- |
| 1.  | -                        | -                                                 |                          | Staatssekretär als oberster Bahnschutzpolizeiführer Leiter der Gruppe "L" im Reichsverkhrsministerium |                               | Staatssekretär als oberster Bahnschutzführer Leiter der Gruppe "L" im Reichsverkhrsministerium | -                                       | -                                                | Generalleutnant |
| 2.  |                          | الشيف دير Bahnschutzpolizei                       |                          | Reichsbahnschutzführer                                                                                |                               | Reichsbahnschutzführer                                                                         | -                                       | -                                                | Generalmajor    |
| 3.  |                          | Stabsführer der Bahnschutzpolizei                 |                          | Stabsführer der Bahnschutzpolizei                                                                     |                               | Bahnbevollmächtiger                                                                            | -                                       | -                                                | Oberst          |
| 4.  |                          | Bahnschutzpolizei-Bezirkshauptführer              |                          | Bahnschutzpolizei-Bezirkshauptführer                                                                  |                               | Bahnschutz-Bezirkshauptführer Stabsführer im Reichsverkehrsministerium                         | -                                       | -                                                | Oberstleutnant  |
| 5.  |                          | Bahnschutzpolizei-Bezirksführer                   |                          | Bahnschutzpolizei-Bezirksführer                                                                       |                               | Bahnschutz-Bezirksführer                                                                       | -                                       | -                                                | رائد            |
| 6.  |                          | Bahnschutzpolizei-Hauptabteilungsführer           |                          | Bahnschutzpolizei-Hauptabteilungsführer                                                               |                               | Bahnschutz-Abteilungsführer                                                                    |                                         | Streifdienstleiter bei der RBD                   | هاوبتمان        |
| 7.  |                          | Bahnschutzpolizei-Oberabteilungsführer            |                          | Bahnschutzpolizei-Oberabteilungsführer                                                                |                               | Bahnschutz-Oberabteilungsführer                                                                |                                         | Stellvertretender Streifdienstleiter bei der RBD | ملازم فرعي      |
| 8.  |                          | Bahnschutzpolizei-Abteilungsführer                |                          | Bahnschutzpolizei-Abteilungsführer                                                                    |                               | Bahnschutz-Abteilungsführer                                                                    |                                         | Streifabteilungsführer                           | Leutnant        |
| 9.  |                          | Bahnschutzpolizei-Oberzugführer                   |                          | Bahnschutzpolizei-Oberzugführer                                                                       |                               | Bahnschutz-Oberzugführer                                                                       |                                         | Oberstreifenführer                               | Oberfeldwebel   |
| 10. |                          | Bahnschutzpolizei-Zugführer                       |                          | Bahnschutzpolizei-Zugführer                                                                           |                               | Bahnschutz-Zugführer                                                                           |                                         | Streifenführer                                   | Feldwebel       |
| 11. |                          | Bahnschutzpolizei-Unterzugführer                  |                          | Bahnschutzpolizei-Unterzugführer                                                                      |                               | Bahnschutz-Unterzugführer                                                                      | -                                       | -                                                | Unterfeldwebel  |
| 12. |                          | Bahnschutzpolizei-غروبنفهرر                       |                          | Bahnschutzpolizei-غروبنفهرر                                                                           |                               | Bahnschutz-غروبنفهرر                                                                           |                                         | Streifer                                         | Unteroffizier   |
| 13. |                          | Stellvertretender Bahnschutzpolizei-Gruppenführer |                          | Stellvertretender Bahnschutzpolizei-Gruppenführer                                                     |                               | Stellvertretender Bahnschutz-Gruppenführer                                                     | -                                       | -                                                | Obergefreiter   |
| 14. |                          | Bahnschutzpolize مان                              |                          | Bahnschutzpolize مان                                                                                  |                               | Bahnschutz مان                                                                                 | -                                       | -                                                | Gefreiter       |
| 15. |                          | Bahnschutzpolizei-Anwärter                        |                          | Bahnschutzpolizei-Anwärter                                                                            |                               | Bahnschutz-Anwärter                                                                            | -                                       | -                                                | Schütze         |